# Chalkidiki (Regionalbezirk)
Chalkidiki (griechisch Περιφερειακή Ενότητα Χαλκιδικής Periferiakí Enótita Chalkidikís) ist einer der sieben Regionalbezirke der griechischen Region Zentralmakedonien. Bis zu der Verwaltungsreform von 2010 bildete die Region eine – seit 1997 selbstverwaltete – Präfektur, deren Kompetenzen der Präfektur an die Region Zentralmakedonien und die durch Zusammenlegung stark reduzierten Gemeinden übertragen wurden. Der Regionalbezirk entsendet vier Abgeordnete in den zentralmakedonischen Regionalrat, hat darüber hinaus aber keine politische Bedeutung mehr. Hauptstadt der Chalkidiki ist Polygyros.
Ihr Gebiet umfasst die gleichnamige Halbinsel in der nordwestlichen Ägäis, die einer Hand mit drei ‚Fingern‘ ähnelt. Die drei ‚Finger‘ sind Kassandra, Sithonia und Agion Oros (alternative Bezeichnung Athos). Die Klöster von Athos liegen außerhalb der Präfektur und sind ein autonomer Bestandteil (Suzerän) des griechischen Staates. 
Der Regionalbezirk Chalkidiki gliedert sich in die Gemeinden Aristotelis, Kassandra, Nea Propondida, Polygyros und Sithonia.